# Огист Конт
Огист Конт (фр. Auguste Comte; Монпеље, 19. јануар 1798 — Париз, 5. септембар 1857) је био француски математичар, филозоф и мислилац, који је први смислио реч социологија. Познат је као оснивач позитивизма, правца филозофије, који узима искуство, као главни начин спознаје. Био је први који је применио научни метод за описивање друштва.

## Биографија
Рођен је у Монпељеу у југозападној Француској. Уписао се на политехнику у Паризу. То је био чувени факултет, који је био познат по привржености идеалима републиканизма и прогреса. Политехника је била затворена 1816. године, да би се направила реорганизација. Због тога је Конт напустио те студије и прешао је на медицину у Монпељеу. Када се Политехника поново отворила није тражио пријем.
Вративши се у Монпеље, Конт је дошао у сукоб са својом породицом приврженој католицизму и монархизму. Због тога се поново запутио за Париз, где је зарађивао радећи ситне послове. У августу 1817. године постао је студент и секретар грофа Сен Симона, који је увео Огиста Конта у интелектуално друштво. Конт се 1824. године разишао са Сен Симоном због непремостивих међусобних разлика.
Конт је тада знао да жели да ради на филозофији позитивизма. Тај план је публиковао 1822. године као „План научних проучавања за реорганизацију друштва“. Није успео да добије академски положај, па је при свакодневном преживљавању зависио од спонзора и пријатеља спремних да му помогну. Оженио се Каролин Масен, али растали су се 1842. године. Био је 1826. године у душевној болници, коју је напустио, а да се није излечио. Написао је 
- шестотомни „Курс позитивистичке филозофије“ од 1830. до 1842.
- четворотомни „Систем политичког позитивизма“ је написао од 1851. до 1854.

## Учење
Један универзални закон, кога је Конт видео у свим наукама називао је „закон три фазе“. По њему друштво пролази кроз те три фазе:
- теолошка
- метафизичка
- научна

Задњој научној фази је дао име позитивна фаза. Теолошка фаза се са перспективе француског друштва XIX века сматрала фаза, која је претходила просветитељству, у којој бог одређује људски положај у друштву и друштвене стеге. Под метафизичком фазом он није сматрао Аристотелову метафизику или метафизику античких Грка. Та идеја је била базирана на Француској револуцији из 1789. године. Метафизичка фаза је укључивала универзална права, која су била изнад ауторитета било кога људског бића, иако за та права се није могло рећи да су била света. Оно што је сматрао научном фазом је било оно што је дошло након неуспеха револуција и Наполеона.
То је била могућност да људи могу наћи решења социјалних проблема и спровести их у живот. Контов закон три фазе био је једна од првих теорија социјалног еволуционизма.
Друге универзалне законе називао је енциклопедијски закони. Комбинујући те законе Конт је развио систематску и хијерархијску класификацију свих наука, укључујући неорганску физику (астрономију, геонауке и хемију) и органску физику (биологија и социјална физика, која је касније постала социологија).
Имао је идеју специјалне науке социологије као последње и највеће од свих наука, која ће укључивати све друге науке и која ће интегрисати налазе у кохезивну целину.

Контово објашњење позитивистичке филозофије увело је значајан однос између теорије, праксе и људског разумевања света. Конт каже: 
Тачно је да се свака теорија мора заснивати на опаженим чињеницама. Једнако је тачно да се не може посматрати без водства неке теорије. Без таквога водства, наше чињенице би биле бесплодне. Не би их могли задржати. Већином их чак не би могли ни приметити.
Он је смислио нову кованицу „алтруизам“, која се односила на моралну обавезу појединаца да служи друге и да ставља њихове интересе изнад властитих. Супротстављао се идеји индивидуалног права, сматрајући да нису конзистентна са етичким обавезама.
Према Огисту Конту, породица је основна јединица друштва, јер она представља природно стање човекове активности и у њој владају односи који чине природни темељ свих односа у друштву. То су односи неједнакости (између полова, генерација) и односи подређености (између генерација и на основу старешинства). У складу са тим, Конт наводи четири класе које чине друштвену структуру:
- Спекулативна класа — носиоци научне, филозофске и естетске делатности, који имају највиши положај у друштву;
- Практична класа — представници производње и промета (банкари, трговци, предузетници);
- Пољопривредничка класа;
- Радничка класа.

Током Контова живота на његов рад се понекад гледало са скептицизмом, јер је уздизао позитивизам до религије и себе је називао папом позитивизма. Сковао је и реч „социологија“, да би означио нову науку о друштву. Раније је користио израз „социјална физика“, да би означио позитивну науку о друштву.
Конт се сматра првим западним социологом. Ибн Халдун је био пре њега на Истоку. Контово истицање квантитативнога, математичке базе за доношење одлука остало је до данас.

## Дела
- Comte, A.; A general view of positivism [Discours sur l'Esprit positif 1844] London, 1856 Internet Archive
- Comte, A.; Bridges, J.H. (tr.); A General View of Positivism; Trubner and Co., 1865 (reissued by Cambridge University Press, 2009;  978-1-108-00064-2)
- Comte, A.; Congrev, R. (tr.); The Catechism of Positive Religion; Kegan Paul, Trench, Trübner and Co., 1891 (reissued by Cambridge University Press, 2009;  978-1-108-00087-1)
- Comte, A; Martineau, H. (tr.); The Positive Philosophy of Auguste Comte; 2 volumes; Chapman, 1853 (reissued by Cambridge University Press, 2009;  978-1-108-00118-2) (but note that C.U.P. say "Martineau's abridged and more easily digestible version of Comte's work was intended to be readily accessible to a wide general readership, particularly those she felt to be morally and intellectually adrift", so this is not really Comte's own writings)
- Comte, A.; Jones, H.S. (ed.); Comte: Early Political Writings; Cambridge University Press, 1998;  978-0-521-46923-4
- Comte, A.; System of Positive Polity; various publishers
- Comte, A.; Cours de Philosophie Positive, Tome II; Bachelier, Paris, 1835, The Project Gutenberg eBook of Cours de philosophie positive (2/6), par Auguste Comte; scans of the six volumes are at Projet Gallica